# فرقة المشاة الرابعة (الولايات المتحدة)
فرقة المشاة الرابعة(الولايات المتحدة) هي فرقة تابعة لللقوات المسلحة الأمريكية مقرها في فورت كارسون في ولاية كولورادو المريكية وهي تتألف من كتيبة مقر الفرقة، وثلاثة فرق قتالية لواء (ومدرعتان سترايكر ناقلة جنود) ودروع واحدة ولواء طيران قتالي، ولواء دعم الفرقة عند الحاجة ومدفعية الفرقة.